# 畑中正一
畑中 正一（はたなか まさかず、1933年3月23日 - ）は、日本の医学者、医師。専門はウイルス学（腫瘍ウイルス）。京都大学名誉教授。日本ウイルス学会名誉会員。

## 人物
大阪府大阪市出身。1958年京都大学医学部卒業。1963年同大学院医学系修了、1964年京都大学医学博士。「The action of D-tryptophan on E. coli」千葉大学医学部助教授、京都大学医学部教授、京都大学ウイルス研究所所長、1997年定年退官、名誉教授、塩野義製薬医科学研究所所長、同医薬研究開発本部長、塩野義製薬代表取締役副社長。

## 著書
- 『ウイルスとガン』岩波新書 1981
- 『がんはどこまでわかったか』講談社 1981
- 『レトロウイルスと私』海鳴社 1983、Monad books
- 『がんはどこまでわかったか part 2』講談社 1991
- 『現代ウイルス事情 インフルエンザからエイズまで』1992、岩波新書
- 『ウイルスとの闘い がん・エイズは克服できるか』日本放送出版協会・NHK人間大学 1993
- 『ウイルスは生物をどう変えたか 進化の演出者・ウイルスの世界を探る』講談社ブルーバックス 1993
- 『ATLとAIDS』南江堂 1994、Molecular medicine series 分子のレベルで医学をとらえる
- 『ウイルスとどうつきあうか 闘いから共存への戦略』日本放送出版協会・NHKライブラリー 1995
- 『殺人ウイルスへの挑戦』集英社 1995
- 『ウイルスは人間の敵か味方か 最小の生物の正体に迫る』河出書房新社 1998、カワデ・サイエンス
- 『エイズ 発見から治療最前線まで』共立出版 1999、PNEモノグラフ
- 『キラーウイルスの逆襲 SARSとの闘い、そして共存へ』日経メディカル編 日経BP社 2003
- 『殺人ウイルスの謎に迫る! 新型インフルエンザはどうして危険なのか?致死率80%以上の凶悪ウイルスとはなにか?』ソフトバンククリエイティブ・サイエンス・アイ新書 2008

## 共編著
- 『医学分子生物学』編 朝倉書店 1997、シリーズ分子生物学
- 『ウイルス学』編 朝倉書店 1997
- 『微生物学』嶋田甚五郎共編、文光堂 1999
- 『物質の探究と生命のいとなみ』日本化学会監修 内本喜一朗編 西島安則共著、丸善 1999
- 『がん・免疫と温熱療法』菅原努共著 2003、岩波アクティブ新書
- 『電子顕微鏡ウイルス学』編、朝倉書店 2003
- 『iPS細胞ができた! ひろがる人類の夢』山中伸弥共著、集英社 2008
- 『がんと闘う温熱療法と免疫』菅原努共著、毎日健康サロン 2009

## 翻訳
- ハロルド・ヴァーマス,ロバート・A.ワインバーグ『遺伝子とガン 発ガン機構と治療への道』牧正敏共訳、日経サイエンス社 1994